# Krasucha (system walki elektronicznej)
Krasucha (ros. Красуха) – rosyjski mobilny, naziemny system walki elektronicznej występujący w wersjach 1Ł269 Krasucha-2 i 1RŁ257 Krasucha-4. Nazwa systemu pochodzi od rosyjskiej potocznej nazwy belladonny.

## Historia
Prace nas stworzeniem systemów walki elektronicznej Krasucha-2 i Krasucha-4 były prowadzone od lat 90. XX w. w Wszechrosyjskim Instytucie Badań Naukowych „Gradient” (ros. ВНИИ „Градиент”), ich produkcją zajął się NPO „Kwant” (ros. НПО „Квант”) w Nowogorodzie. Próby państwowe systemów zakończono w 2009 r., od 2012 r. pierwsze stacje Krasucha-2 weszły na wyposażenie oddziałów armii rosyjskiej. Kolejne były przekazywane sukcesywnie w następnych latach.

### 1Ł269 Krasucha-2 (1Л269 Красуха-2)

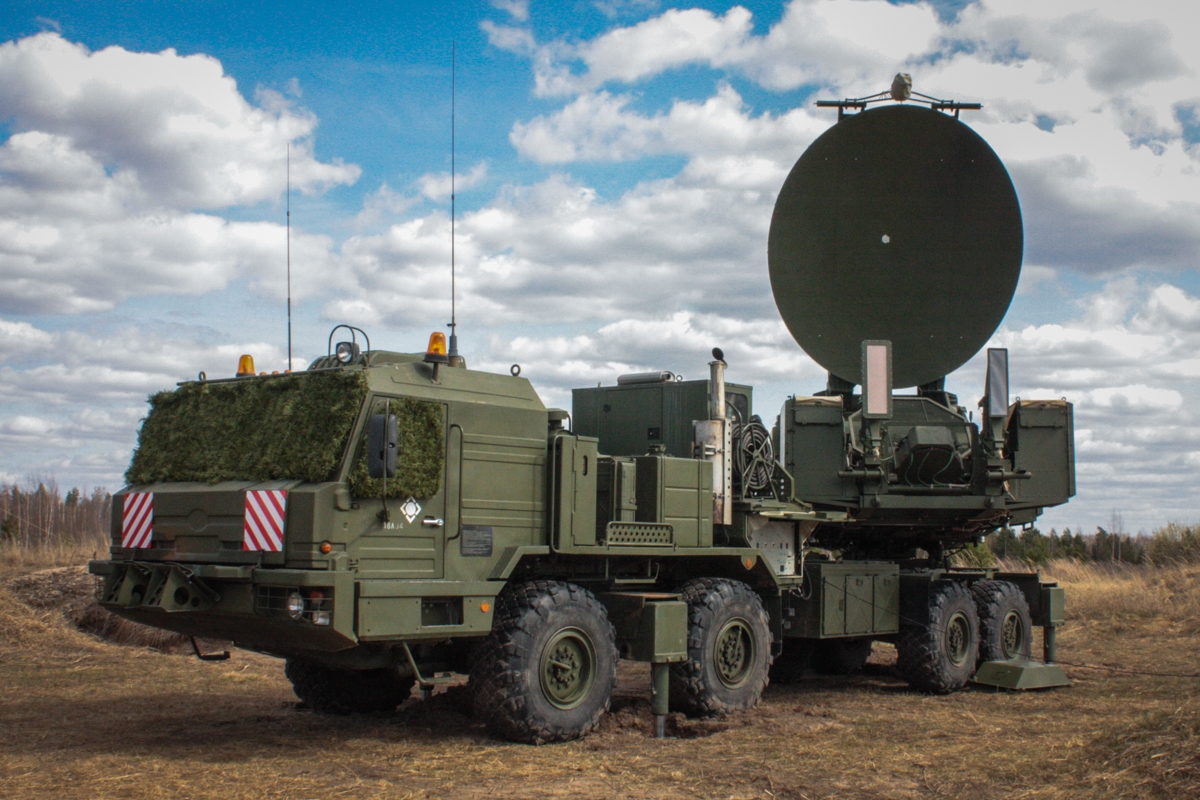
Krasucha-2

Zadaniem stacji jest zakłócanie działania radarów obserwacji lotniczej typu AWACS znajdujących się w odległości do 250 kilometrów. Ponadto system może oddziaływać na systemy naprowadzania rakiet taktycznych poprzez wskazywanie im fałszywych współrzędnych celów. System pracuje w paśmie S i jest przeznaczony do ochrony stanowisk dowodzenia, zgrupowań wojsk, systemów obrony powietrznej oraz ważnych obiektów przemysłowych i administracyjno-politycznych. Krasucha-2 została zaprezentowana na wystawie sprzętu wojskowego 28 maja 2016 r. w Jekaterynburgu.
System jest zamontowany na podwoziu BAZ-6910-022, pojazd jest napędzany silnikiem JaMZ-8492.10-033 (ros. ЯМЗ-8492.10-033) o mocy 500 KM. Zapewnia mu to, przy masie całkowitej 40 ton, zasięg 1000 km i możliwość poruszania się po drogach utwardzonych z prędkością 80 km/h. Podwozie z napędem 8x8 ma długość 12 402 mm i szerokość 2750 mm, promień skrętu wynosi 14,5 m. Kabina załogi jest opancerzona i chroniona przed promieniowaniem. Dzięki klimatyzacji zapewnia komfort pracy niezależnie od pory roku. Obsługa liczy od 3 do 7 żołnierzy i potrzebuje 15 min na przygotowanie systemu do działania.

### 1RŁ257 Krasucha-4 (1РЛ257 Красуха-4)

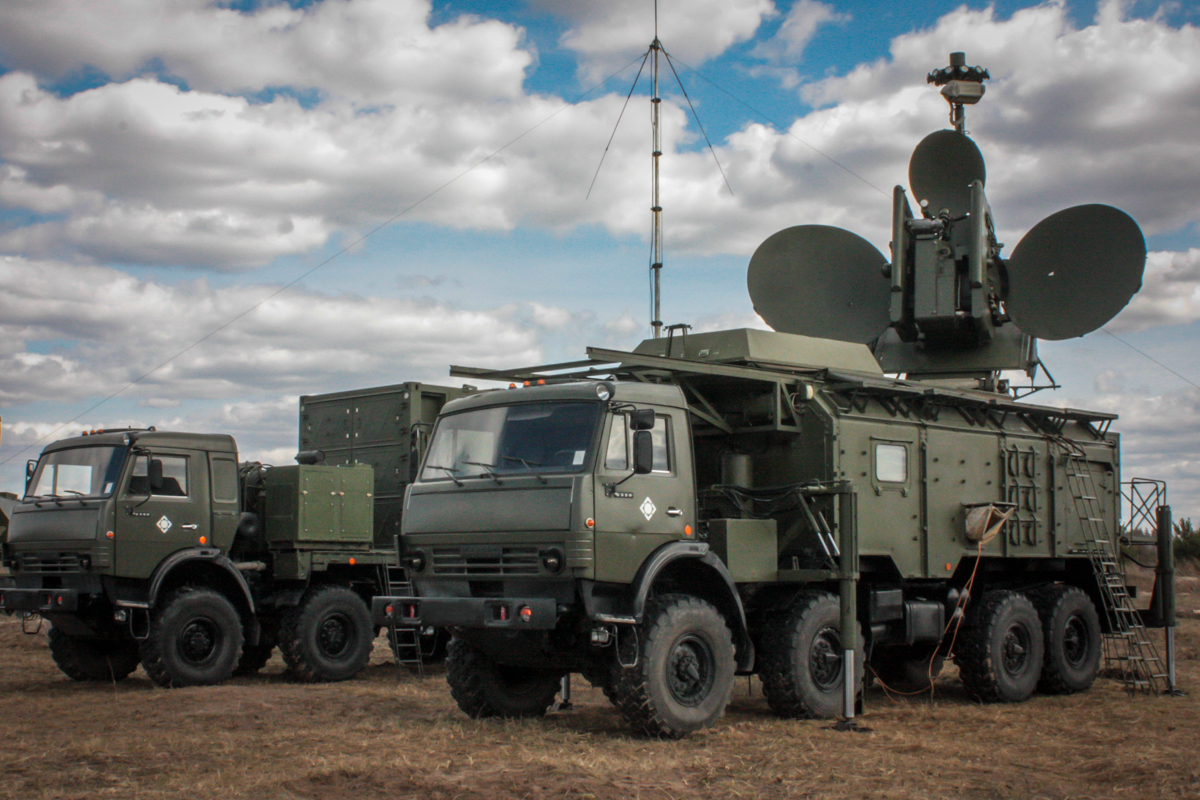
Krasucha-4

Opracowanie i budowa prototypu stacji Krasucha-4 kosztowała 258 mln rubli. Zadaniem systemu Krasucha-4 jest zakłócanie pracy naziemnych radarów i systemów rozpoznawczo-uderzeniowych oraz systemów naprowadzania rakiet i bezzałogowych statków powietrznych. Jest zainstalowany na podwoziu dwóch pojazdów KAMAZ-6350, jeden z pojazdów przenosi antenę systemu drugi jest stanowiskiem kontrolnym. Trzy anteny paraboliczne są zamontowane na teleskopowym maszcie, który może obracać się w azymucie 360°, ich elewacja wynosi od - 1° do + 60-85°. Wyposażenie pozwala na zakłócanie radarów samolotów szturmowych w odległości do 20 km, systemów rozpoznawczych do 41 km, rozpoznania satelitarnego do 25 km. Obsługę zestawu stanowi od 3 do 7 żołnierzy, którzy potrzebują 40 min na przygotowanie go do działania i 20 min na przejście do położenia marszowego. Zapotrzebowanie systemu na energię wynosi 30 kW, jest dostarczana przez agregat prądotwórczy ADS-10. Dostawy systemów Krasucha-4 oddziałom armii rosyjskiej, z pierwszej zamówionej partii, zrealizowano w 2013 r.
System był również oferowany odbiorcom zagranicznym. W 2023 r. Etiopia zaprezentowała, z okazji Dnia Sił Zbrojnych, posiadane egzemplarze Krasucha-4.

## Zastosowanie bojowe
System Krasucha-4 został użyty do ochrony bazy Chmeimim w Syrii, gdzie wykorzystywano go do zwalczania bezzałogowych statków powietrznych. W 2022 r. system został prawdopodobnie użyty podczas konfliktu ormiańsko-azerbejdżańskiego, miał doprowadzić do zniszczenia dronów Bayraktar TB2. W 2016 r. obecność systemu Krasucha-2 stwierdzili obserwatorzy OBWE w pobliżu osady Czernuchino w Donbasie.
Systemy Krasucha zostały użyte podczas agresji Rosji na Ukrainę. W 2022 r. strona ukraińska zdobyła w pobliżu Kijowa moduł dowodzenia systemu Krasucha-4. Został przetransportowany do Stanów Zjednoczonych w celu dalszych badań. 1 listopada 2023 r. strona ukraińska opublikowała nagrania przedstawiające zniszczenie kolejnego egzemplarza systemu w obwodzie zaporoskim. Operację przeprowadzono przy użyciu dwóch bomb kierowanych JDAM.